# Ornithoica confluenta
Ornithoica confluenta är en tvåvingeart som först beskrevs av Thomas Say 1823.  Ornithoica confluenta ingår i släktet Ornithoica och familjen lusflugor. Inga underarter finns listade i Catalogue of Life.